# Waarom schrijven?
Waarom schrijven? is een autobiografisch verhaal van de Nederlandse schrijver Willem Frederik Hermans. Het werd voltooid op 24 augustus 1983 en voor het eerst gepubliceerd in NRC Handelsblad van 9 september 1983. 
Richard Simmillion, de ik-verteller, vertelt over zijn vroege jeugd, toen zijn al jong ontluikende eerzucht hem tot pogingen stimuleerde om iets bijzonders te presteren, door een muziekinstrument te bespelen, iets knaps te knutselen, in de schoolkrant te schrijven en als tweedeklasser mee te doen aan een voordrachtswedstrijd voor de hogere klassen. Geen van deze pogingen bevestigen echter zijn hoop een wonderkind te zijn. 
De periode die in het verhaal wordt beschreven, kent enige overlapping met een ander Richard Simmillion-verhaal, 'De elektriseermachine van Wimshurst' uit 1967. De novelle verscheen in 1984 als een apart boekje en werd in 1991 opgenomen in de verhalenbundel De laatste roker.

## Samenvatting
Richard Simmillion is een schrijver en krijgt regelmatig de publieksvraag waarom hij schrijft. Voor schrijvers die niemand lezen wil, is deze vraag het moeilijkst te beantwoorden, denkt hij. Als hijzelf bij publieke optredens deze vraag krijgt, maakt hij zich ervan af met de kwinkslag dat hij de boeken die hij schrijft, niet hoeft te kopen maar er integendeel tien auteursexemplaren van krijgt. Richard herinnert zich dat hij al op vierjarige leeftijd een boekje wilde maken. Met een schrift en galnoteninkt probeerde hij het, maar hij stootte de inktpot om en kreeg een draai om zijn oren van zijn moeder omdat hij op zijn schortje gemorst had.
Richard kreeg op vijfjarige leeftijd pianoles, maar hij blonk niet uit in muziek. Zijn grootmoeder gaf hem een kleine kwartviool. Hij denkt aan Yehudi Menuhin, die als achtjarige al concerten gaf, maar Richard ontbreekt het aan het geduld om het instrument te leren beheersen; zijn eerzuchtig verlangen om de krant te halen zou niet via de muziek vervuld kunnen worden. Wel is Richard een knutselaar die een telegraaftoestel bouwt en die van onhandige, houten meccanodozen iets probeert te maken en jaloers is op wat zijn zes jaar oudere buurjongen van Märklin meccanodozen maakt.
Richard overweegt dat de levensbestemming van een mens niet zomaar gegeven is:
Wij zijn als regendruppels die, tegen het raam van een voortrazende trein geblazen, met kleine stukjes verder kruipen; niemand kan voorspellen welke weg ze zullen volgen, al komen ze op den duur wel allemaal aan de rand van het glas terecht, om te vervloeien en te verdwijnen.
Op de lagere school leerde Richard schrijven. Hij ontwikkelt een lelijk handschrift, vindt hij zelf. Op twaalfjarige leeftijd ziet hij zijn eigen proza voor het eerst in druk staan: aan de schoolkrant heeft hij een stuk bijgedragen over het midwinterblazen in Almelo, waar hij regelmatig bij familie logeert. De hele school kan nu zijn naam in de schoolkrant zien staan. Een teleurstelling is wel dat zijn naam is ingekort en het korte stukje maakt geen indruk op school.
Hij doet mee aan een voordrachtwedstrijd op school, ook al is hij eigenlijk te jong voor deze wedstrijd voor de hogere klassen. Hiervoor schrijft hij een opstel over Johan de Witt. Als hij de levendige voordracht over Julius Caesar van een andere deelnemer hoort, beseft hij dat zijn stuk te saai zal overkomen. Hij geeft er een dramatische wending aan, maar zijn naam wordt niet genoemd bij de drie prijswinnaars. Bij het afroepen van de eerste prijs springen Richard de tranen in de ogen en na de prijsuitreiking gaat hij zo snel mogelijk naar huis. 'De hele nacht lag ik te snikken. Nu was het immers wel bewezen dat ik geen wonderkind was, op geen enkel gebied, en dit bewees dus ook dat ik de klappen en schimpscheuten waaraan het thuis nooit ontbrak, volkomen had verdiend.'

## Receptie
Volgens publicist Martien J.G. de Jong komt in het verhaal als laatste en belangrijkste drijfveer voor het schrijverschap het spreken van de waarheid aan de orde en is eerzucht de voorlaatste motivatie.

## Publicatiegeschiedenis
Het verhaal verscheen op 9 september 1983 in NRC Handelsblad (DJ 869) met een naschrift in de krant van 16 september. In januari 1984 verscheen de eerste zelfstandige druk van het verhaal (JS 371) in een oplage van 250 exemplaren als nieuwsjaarsgeschenk van Uitgeverij De Harmonie, in een vormgeving van Leendert Stofbergen. In maart 1984 verscheen de tweede druk (JS 372) in de handel in een oplage van 5000 exemplaren. De derde druk (JS 373) verscheen in juni 1984 in een oplage van 5150 exemplaren. In 1991 werd 'Waarom schrijven?' opgenomen in de verhalenbundel De laatste roker.

### Studies
- Jong, Martien J.G. de (1986). De waarheid omtrent Richard Simmillion of de onvoltooide autobiografie van Willem Frederik Hermans. Reeks De Prom Bibliofiel. Baarn: Uitgeverij De Prom. ISBN 90680107403